# Wriezener Straße
Die Wriezener Straße ist eine Straße in Bad Freienwalde (Oder) im Landkreis Märkisch-Oderland in Brandenburg.

## Lage und Geschichte
Die Wriezener Straße ist die Verlängerung der Königstraße. Etwa an dieser Stelle stand das Berliner Tor. Die Straße geht von hier nach Wriezen, welches etwa in südöstlicher Richtung liegt. Die Straße trug ab 1933 den Namen Hindenburgstraße. Während der Zeit der DDR hieß sie Wilhelm-Pieckstraße.
Die Nummerierung der Häuser beginnt nach dem Albert-Schweitzer-Platz auf der nördlichen Seite mit der Hausnummer 6 und läuft hufeisenförmig zurück. Die Straße beginnt am Albert-Schweitzer-Platz und der Gartenstraße als Verlängerung der Königstraße und geht am Friedhof in die Frankfurter Straße über. Nördlich der Wriezener Straße geht die Scheunenstraße ab, südlich die Goethestraße, die Hagenstraße, die Linsingenstraße, die Adolf-Brätigam-Straße und die Waldstraße. Die Länge der Straße beträgt etwa 1100 Meter.
An der Straße befanden sich lange Zeit nur wenige Häuser. In der zweiten Hälfte des 19. Jahrhunderts ließen sich hier Handwerker und Gewerbetreibende nieder. Die Häuser waren ein- oder zweigeschossig. Im Jahre 1867 wurde der Friedhof an der Wriezener Straße angelegt. Ende des 19. Jahrhunderts wurde die Straße dann in Altstadtnähe bebaut, es waren hauptsächlich drei- und viergeschossige Miethäuser im Stil des Historismus.

## Die Wriezener Straße

### Baudenkmale
In der Wriezener Straße befinden sich drei Baudenkmale. In unmittelbarer Nähe der Wriezener Straße befindet sich auf dem Albert-Schweitzer-Platz die denkmalgeschützte Büste Albert Schweitzers.
- Wriezener Straße, Städtischer Friedhof mit Kapelle, Grabstätten und Einfriedung: Der Friedhof befindet sich am Stadtrand an der Wriezener Straße und der Waldstraße. Der Friedhof im Stadtkern war belegt, aus diesem Grund wurde der Friedhof im Jahre 1867 angelegt. In der Mitte des Friedhofes befindet sich die 1883 erbaute Kapelle. Neben der Kapelle steht ein Glockenturm. Von den alten Gräbern sind zwei erhalten. Es ist zum einen das Grufthaus des 1875 verstorbenen Wilhelm Hagen, einem Ehrenbürger von Bad Freienwalde, und das Grufthaus der Familie Harms.

- Wriezener Straße 36: Das Finanzamt wurde in den Jahren 1925/1926 erbaut. Der Architekt ist nicht bekannt. Genutzt wurde das Gebäude bis zum Zweiten Weltkrieg als Finanzamt. Nach dem Krieg war es ein Bürogebäude. Es ist ein dreigeschossiges Haus mit elf Achsen. Die Fassade ist symmetrisch gegliedert, die drei mittleren Achsen bilden einen Risalit. Das Dach ist ein Walmdach.
- Wriezener Straße 80: Das Wohn- und Geschäftshaus mit ehemaligem Bäckerladen und Bäckereibetrieb im Hof liegt auf einem großen Eckgrundstück an der Einmündung zur Adolf-Bräutigam Straße. Es wurde von dem Freienwalder Maurer- und Zimmermeister Otto Seidemann für den Bäckermeister Karl Höppner 1899 errichtet. Eine Erweiterung der Bäckerei wurde 1925–1926 für den Bäckermeister Georg Schuch durchgeführt. Das städtebaulich dominante Gebäude stellt mit seiner bewahrten Fassadengestaltung und der ablesbar gebliebenen Funktionseinheit von Wohnen und Gewerbe ein typisches Zeugnis für die um 1900 entstandene Stadterweiterung der Wriezener Vorstadt dar.[2]

- Gegenüber Wriezener Straße 36: Hier befindet sich ein Denkmal für die für Verfolgten des Naziregimes (VdN).

### Weitere Gebäude
Neben den Baudenkmalen befinden sich weiter Gebäude, die eventuell in die Denkmalliste eingetragen werden.
- Wriezener Straße 12: Das Wohnhaus wurde 1896 erbaut. Es ist ein zweigeschossiges Haus mit einem flachen Dach. In der Mitte der sieben Achsen befindet sich der Eingang.

- Wriezener Straße 83: Das eingeschossige Haus befindet sich an der Ecke zur Linsingenstraße. Das Haus ist traufständig mit einem Satteldach. Erbaut wurde es zu Beginn des 19. Jahrhunderts.

- Wriezener Straße 86: Das Haus wurde um 1900 erbaut. Es ist ein dreigeschossiges Haus mit einem Berliner Dach und einer im Stil des Historismus gestalteten Fassade. Das Haus hat sieben Achsen, die beiden äußeren sind hervorgezogen und verputzt. Die inneren Achsen sind ziegelsichtig.

- Wriezener Straße 90: Das Haus wurde 1908 als Mietshaus erbaut. Das Haus hat vier Geschosse und ein Satteldach.